# Валентина Руссу-Чобану
Валентина Георгіївна Руссу-Чобану (у шлюбі Саїнчук; 28 жовтня 1920 — 1 листопада 2021) — молдавська художниця, заслужена діячка мистецтв Молдавської РСР.

## Життєпис
Валентина Руссу-Чобану народилася в 1920 році. В 1938—1940 роках навчалась в художній школі в Кишиневі.
У 1942–1944 роках навчалася в Академії образотворчих мистецтв в Яссах. А в 1945–1947 навчалась в Республіканському художньому училищі, на факультеті візуальних мистецтв та дизайну в Кишиневі.

## Творчість
Роботам Валентини Руссу-Чобану властиві виразність контурної лінії, святкова яскравість колориту, висхідна до народного молдавського мистецтва. У її доробку багато картин, наприклад: «Автопортрет в окулярах», «Актриса Марія Гончар», «Кружка на підвіконні», «Квіти на червоному тлі» і т. д.
За словами коментатора С. Боберанга, картина Валентини Русу-Чобану — це симбіоз «поетичного реалізму» та «оригінального духу», а на думку критика Володимира Булата, стиль, який вона обрала для картини, міг бути «прочитаний» під час радянського тоталітарного режиму, як «сублімована підривна діяльність», ризик, який приймала на себе Валентина Русу-Чобану.

## Персональні виставки
- 1961 — Кишинів
- 1984 — Кишинівський музей мистецтв
- 2000 р. — Національна бібліотека, Кишинів

## Групові виставки
- 1947–1980 — брала участь у всіх виставках молдавського UAP
- 2009 р. — виставка «Бессарабія Моя» (куратори Руксандра Гарофеану та Володимир Булат), галерея Artmark, Бухарест

## Виставки за кордоном
- 1957 — Москва
- 1961 — Софія, Болгарія
- 1963 — Варшава, Польща
- 1968 — Монреаль, Канада
- 1970, 1971 — Пловдив, Болгарія
- 1975 — Бухарест, Румунія
- 1975 — Ірак
- 1975 — Сирія
- 1949 — майстерня, Москва, Росія
- 1951, 1952 — брала участь у творчому таборі в Російській Федерації
- 1954 р. — ще один творчий табір, в Абрамцево, Росія

## Нагороди та визнання
- 1961 — орден «Знак Пошани»
- 1966 — Срібна медаль на EREN
- 1974 — стала лауреатом Державної премії Молдавської РСР в галузі мистецтва за твори живопису «В. І. Ленін і Н. К. Крупська», «Діти і спорт», «Візит лікаря» і «Луноход».
- 1980 — отримала звання Заслуженого діяча мистецтв Молдавської РСР.
- 1985 — звання художник RSSM; Заслужений діяч мистецтва
- 1996 р. — Орден Республіки
- 1998 р. — премія за діяльність та розвиток пластичного мистецтва

## Твори
- Дівчина біля вікна, 1957 р. ,
- Посадка дерев, 1961 ,
- Портрет Еміля Лотеану, 1964 р. ,
- Феєрверк, 1966 рік
- Сніданок, 1979–1980 ,
- Письменник Серафім Сака, 1996 р. ,
- Куля в масках
- Гра, 1957 рік
- Автопортрет в окулярах
- Чашка на підвіконні
- Еміль Лотеану
- Акріта Марія Гонсер
- Квіти на червоному тлі
- Запрошення на танець

- Кінорежисер Е. Лотяну [Архівовано 4 березня 2016 у Wayback Machine.], 1967, Художній музей, Кишинів
- В. І. Ленін і Н. К. Крупська, 1974
- Діти і спорт, 1973
- На дозвіллі, 1978
- Портрет поета Ауреліо Бусуйока
- Портрет учениці ремісничого училища Марії Бровиної
- Портрет актора Думітру Фусу, 1964 р.
- Портрет доярки Е. Юрчак
- Портрет письменника Йона Друце
- Портрет режисера Іона Сандри Шкури
- Земля і люди [Архівовано 23 жовтня 2010 у Wayback Machine.]
- Візит лікаря, 1971 р. ,
- Місяцехід